# Enric Masip
Enric Masip Borràs (ur. 1 września 1969 w Barcelonie) – były hiszpański piłkarz ręczny, reprezentant kraju, występujący jako środkowy rozgrywający.
W 2000 r. zdobył brązowy medal Igrzysk Olimpijskich w Sydney.

## Sukcesy

### reprezentacyjne
- wicemistrzostwo Europy  1996
- brązowy medal Europy  2000
- brązowy medal Igrzysk Olimpijskich  2000

### klubowe
- zwycięstwo w Lidze Mistrzów  1991, 1996, 1997, 1998, 1999, 2000
- mistrzostwo Hiszpanii  1991, 1992, 1996, 1997, 1998, 1999, 2000
- puchar Króla  1993, 1994, 1997, 1998, 1999

## Nagrody indywidualne
- Mistrzostwa Świata:
  - najlepszy środkowy rozgrywający Mistrzostw Świata 2003